# Agustín Urtubey
José Agustín de Urtubey y Farías (Córdoba, 1792 - Montevideo, 1836) fue un abogado, político y militar argentino que tuvo actuación en su provincia y la de Santa Fe en la segunda mitad de los años 1810, como destacado partidario de José Artigas, y que más tarde participó en la el primer Congreso Constituyente del Estado Oriental del Uruguay.

## El primer federalismo cordobés
Se graduó en Leyes en la Universidad de Córdoba. Fue partidario del gobernador José Javier Díaz, primer líder del artíguismo en su provincia y primer gobernador elegido por sus habitantes. Cuando éste optó por mostrarse muy sumiso con el Director Supremo, un grupo de federales dirigidos por el coronel Juan Pablo Bulnes –hermano de Eduardo Pérez Bulnes, diputado al Congreso de Tucumán– se sublevó al frente de gran parte de las milicias de la ciudad; entre sus seguidores estaba Urtubey, que formó como oficial.
No llegaron a elegir gobernador: mientras los diputados perdían el tiempo en discusiones, el Congreso nombró para el cargo a Ambrosio Funes, hermano del famoso Deán Funes y suegro de Bulnes; éste no quiso enfrentarlo y le entregó el mando de la provincia. En respuesta, Funes arrestó a su yerno y luego facilitó su huida. Algún tiempo después, Bulnes intentó por segunda vez apoderarse del gobierno, por lo que terminó en prisión junto con Urtubey.
A fines de enero de 1817, Bulnes y Urtubey huyeron de la cárcel, sublevaron a los cívicos y depusieron a Funes. Llamaron a un cabildo abierto, en el cual primero nombraron a un federal que no se atrevió a asumir, y luego el propio Urtubey propuso a Juan Andrés de Pueyrredón, hermano del director supremo, que se mostraba aliado de los federales... hasta que hubo asumido el mando. Apenas llegado al poder, se coordinó con las tropas enviadas por el general Manuel Belgrano desde el Ejército del Norte, al mando de Francisco Sayós y Francisco Bedoya. No fue necesario siquiera llegar a las armas: Bulnes, Urtubey y unos veinte compañeros huyeron hacia Santa Fe, mientras que los que quedaban, como José Isasa y Antonio Urtubey, hermano de Agustín, terminaron presos del general Belgrano, que no se decidió a fusilarlos como deseaba. Córdoba quedó firmemente sometida al Directorio, pero varios caudillos locales siguieron controlando amplias zonas rurales hasta la caída del Directorio.

## En Santa Fe y el Uruguay
También Santa Fe había caído en manos porteñas, pero una revolución iniciada por un oficial llamado Estanislao López expulsó a los porteños y el mismo López asumió el mando provincial. Urtubey aprovechó la ocasión y se dirigió a Santa Fe, donde se puso a órdenes del nuevo caudillo federal. En abril de 1819 firmó, en nombre del gobernador López, el Tratado de San Lorenzo, por el cual se lograba la paz entre Santa Fe y el Directorio. Esta paz duró cinco meses, durante los cuales el gobernador López sancionó la primera constitución de la provincia de Santa Fe, que fue la primera constitución provincial argentina y de América. Nominalmente, fue escrita por el propio López, pero la casi totalidad de los autores supone que su autor real fue uno de los dos juristas que tenía a sus órdenes, Juan Francisco Seguí (padre) y Agustín Urtubey. En el mes de octubre se reinició la lucha, y Urtubey se incorporó al ejército santefesino, participando en la batalla de Cepeda, de febrero de 1820. Ésta causó la caída del Directorio, la disolución del Congreso, y el inicio de la Anarquía del Año XX y del período de las autonomías provinciales.
Urtubey continuó en Santa Fe, a órdenes de López, hasta el año 1821, en que el cordobés se retiró a Montevideo. Por entonces la ciudad estaba en manos de los invasores portugueses, y enseguida del Imperio del Brasil.
Años más tarde, quizá después de la batalla del Rincón, abandonó Montevideo y colaboró con el ejército de Juan Antonio Lavalleja y con el ejército formado para la Guerra del Brasil. Es posible que se haya radicado cerca de la Colonia del Sacramento, que estuvo ocupada por el Brasil hasta el final de la guerra.
Tras la firma de la paz, el 22 de noviembre de 1828 se instaló en San José de Mayo la Asamblea General Constituyente y Legislativa del Estado Oriental del Uruguay, formada inicialmente por 28 diputados por Montevideo y los departamentos; llevada la Asamblea dos meses más tarde a completar sus 40 miembros, pronto se acumularon las renuncias. De modo que fue necesario elegir 11 constituyentes sustitutos; por Colonia, uno de los sustitutos fue Urtubey. La Constitución fue sancionada el 28 de agosto de 1829, aunque no entró en vigencia hasta su juramento por todas las autoridades de gobierno, militares, civiles y religiosas en todo el territorio del país, lo que tuvo lugar el 18 de julio de 1830, momento en que también quedó disuelta la Asamblea.
Urtubey se instaló definitivamente en Montevideo, donde falleció el 8 de octubre de 1836.
Una calle de la capital uruguaya lo recuerda en su carácter de constituyente.